# Atebubu
Atebubu – miasto w Ghanie, w regionie Brong-Ahafo, w dystrykcie Atebubu-Amantin.